# Protetor auricular
Protetor auricular é um dispositivo de Equipamento de Proteção Individual (EPI), conhecido também por dispositivo de proteção auditiva e protetor auditivo, que tem por finalidade diminuir os impactos do ruído elevado no indivíduo e prevenir possível desencadeamento e agravamento de perda auditiva. O protetor auricular tem por objetivo vedar a entrada do som na canal auditivo externo (protetor auditivo do tipo Plug/inserção) e/ou no pavilhão auricular (protetor auditivo do tipo Conha/abafador) devido a exposição aos níveis de pressão sonora elevados (som). O protetor auditivo é indicado enquanto medidas de proteção coletiva estão em processo de implantação, como enclausuramento de máquinas, manutenção, barreiras acústicas entre outras ou na impossibilidade de reduzir o ruído no ambiente.
A Organização Mundial da Saúde reconhece que os efeitos do ruído na saúde envolvem acometimentos físicos (patológicos), como a PAIR, mudanças temporárias no limiar auditivo e trauma acústico. Também podem ser responsáveis por prejuízos fisiológicos, como o aumento da pressão sanguínea; sensoriais como a otalgia, desconforto e o zumbido. Além disso outros agravos relacionados ao ruído incluem a interferência na comunicação oral, alterações do sono, incômodo, fadiga, dores de cabeça, mudanças comportamentais e irritabilidade.

## Limites de tolerância para o ruído contínuo ou intermitente
O Ministério do Trabalho do Brasil, através da Norma Reguladora (RN 15) de 1978 estabelece os valores correspondentes ao limite de exposição ocupacional. A Portaria nº 3.214/1978 da NR-15, caracteriza as atividades, procedimentos e agentes que são considerados insalubres conforme seus limites de tolerância (entende-se pela concentração ou intensidade máxima ou mínima, relacionada com a natureza e o tempo de exposição ao agente), que não causará malefício à saúde do trabalhador.
 O nível de ruído deve ser medido em decibels (dB). A cada aumento de 5 dB de exposição o tempo permitido deve ser reduzido a metade. Os seguintes valores indicam a máxima exposição diária permitida:
- 85 dB - 8 horas;
- 86 dB - 7 horas;
- 87 dB - 6 horas;
- 88 dB - 5 horas;
- 89 dB - 4 horas e 30 minutos;
- 90 dB - 4 horas;
- 91 dB - 3 horas e 30 minutos;
- 92 dB - 3 horas;
- 93 dB - 2 horas e 40 minutos;
- 94 dB - 2 horas e 15 minutos;
- 95 dB - 2 horas;
- 96 dB - 1 hora e 45 minutos;
- 98 dB - 1 hora e 15 minutos;
- 100 dB - 1 hora;
- 102 dB - 45 minutos;
- 104 dB - 35 minutos;
- 105 dB - 30 minutos;
- 106 dB - 25 minutos;
- 108 dB - 20 minutos;
- 110 dB - 15 minutos;
- 112 dB - 10 minutos;
- 114 dB - 8 minutos;
- 115 dB - 7 minutos.

No contexto do trabalho, a legislação trabalhista brasileira determina que a proteção auditiva adequada é aquela que reduz a exposição ao ruído quando os trabalhadores são expostos a níveis de pressão sonora iguais, ou superiores a 85 dB(A), ao longo de um turno de trabalho médio de oito horas. Quando os sons excedem esse valor, torna-se um fator de risco para a audição.
Quando não é possível reduzir os níveis de ruído com métodos técnicos e organizacionais, o uso de protetores auriculares individuais é a melhor alternativa de proteção auditiva. Há uma variedade de protetores auriculares disponíveis no mercado e a escolha do tipo e do modelo que atende cada caso deve ser acompanhada pelo audiologista, que também fará orientações a respeito da correta utilização e da higienização desta ferramenta.

## Classificação

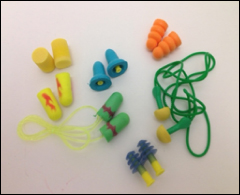
Protetores auriculares

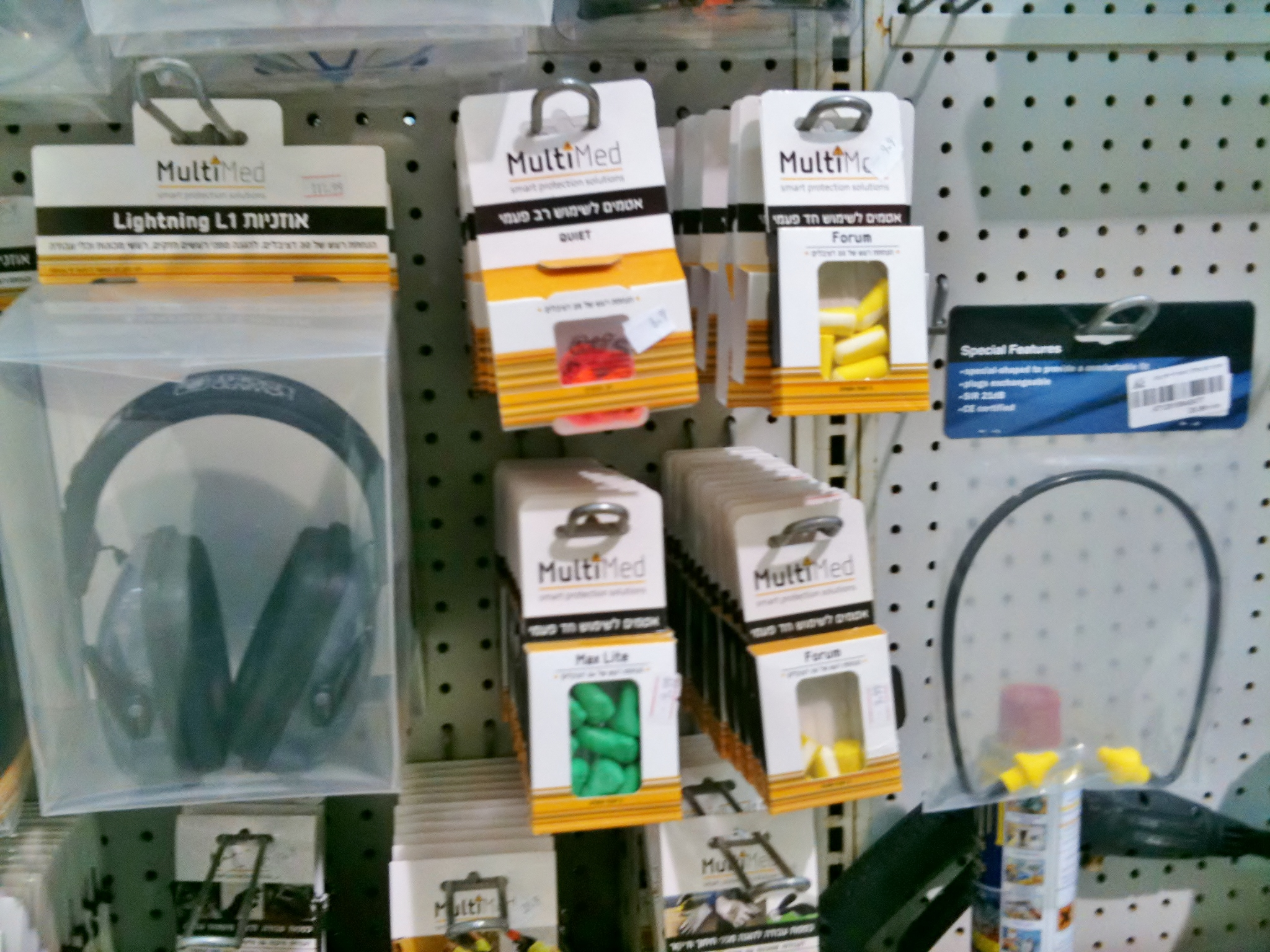
Protetores auriculares

Os protetores auriculares com finalidade de preservação da saúde auditiva são classificados segundo índices de redução de ruído (NRRs, de Noise Reduction Rates, ou SNR na União Europeia) que possibilitam a escolha do tipo de proteção de acordo com não apenas baseada no nível de decibéis a que o indivíduo está exposto, mas também na atividade laboral ou de lazer que demanda a proteção auditiva. Mas na prática, a atenuação do ruído varia muito e é muito raramente semelhante à SNR. Muitos trabalhadores têm uma atenuação de ruído próxima de zero.

Os protetores auriculares são divididos em duas categorias:
1. Protetores em que a atenuação é constante, e que não dependem do nível de pressão sonora. É considerada a mais comum e mais utilizada, sendo dividida em dois tipos: circum-auricular (concha): essa proteção auditiva se ajusta ao redor da orelha externa da pessoa; inserção (pré-moldado e moldável): se encaixam no interior do canal auditivo da pessoa ;
2. Protetores em que a atenuação depende do nível de pressão sonora, é dividida em sistemas passivos (como os plugues de atenuação não linear, possuem filtros) e sistemas ativos (como os sistemas de comunicadores eletrônicos).[9]

### Protetores do tipo 'básico'
Esse tipo de proteção os ouvidos é frequentemente usado por trabalhadores industriais que trabalham expostos a ruído por longos períodos, ou por exemplo, usado por soldados pelo Ministério da Defesa britânico, quando disparam armas de fogo. Os protetores são classificados por sua capacidade de reduzir o ruído.
Nos Estados Unidos, a Agência de Proteção Ambiental dos EUA exige que a proteção auditiva seja classificada e rotulada. Para ser classificada, a proteção auditiva é testada de acordo com a ANSI S3.19-1974 para fornecer uma faixa de valores de atenuação em cada frequência que pode ser usada para calcular uma Classificação de Redução de Ruído (NRR). Sob esse padrão, um painel de dez indivíduos é testado três vezes cada em um laboratório para determinar a atenuação em um intervalo de 9 frequências.
Na União Europeia, os protetores auditivos devem ser testados de acordo com o padrão de teste acústico da Organização Internacional para Normalização (ISO), ISO 4869 Parte 1 e a Classificação de Número Único ou Alto / Médio / Baixo, cujas classificações são calculadas de acordo com a ISO 4869 Parte 2. No Brasil, os protetores auditivos são testados de acordo com o Instituto Nacional Americano de Padrões ANSI S12.6-1997 e são classificados usando a classificação de redução de ruído (NRR). A Austrália e a Nova Zelândia têm padrões diferentes para classificações de protetor, considerando uma quantidade SLC80 (classe de nível de som para o percentil 80). O Canadá implementa um sistema de classes para avaliar o desempenho dos protetores. Gauger e Berger revisaram os méritos de vários métodos de classificação diferentes e desenvolveram um sistema de classificação que é a base de um novo padrão nacional americano, ANSI S12.68-2007
Os vários métodos têm interpretações ligeiramente diferentes, mas cada método tem um percentil associado à classificação. Essa porcentagem dos usuários deve conseguir atingir a atenuação classificada. Por exemplo, o NRR é determinado pela atenuação média menos dois desvios padrão. Assim, ele se traduz em uma estatística de 98%. Ou seja, pelo menos 98% dos usuários devem conseguir atingir esse nível de atenuação. O NRR e o tamanho (HML) são uma média menos um desvio padrão. Portanto, aproximadamente 86% dos usuários devem conseguir atingir esse nível de proteção. Da mesma forma, o NRR (SF) é uma média menos um desvio padrão e representa 86% dos usuários que devem atingir esse nível de proteção. A diferença entre as classificações está na forma como os protetores são testados. O NRR é testado com um protocolo de ajuste do experimentador. O NRR (SF) é testado com um protocolo ingênuo de ajuste do sujeito. De acordo com Murphy, et. al. (2004), esses três protocolos produzirão diferentes quantidades de atenuação, sendo a NRR a maior e a NRR (SF) a menor.
O NRR (SF) usado no Brasil, Austrália e Nova Zelândia não requer redução de classificação, pois se assemelha à maneira pela qual o usuário comum usará proteção auditiva.
A maioria dos protetores auditivos descartáveis são feitos de espuma de memória, que normalmente é enrolada em um cilindro firmemente comprimido (sem vincos) pelos dedos do usuário e depois inserida no canal auditivo. Uma vez liberado, o protetor se expande até vedar o canal, bloqueando as vibrações sonoras que podem atingir o tímpano. Outros plugues descartáveis simplesmente empurram o canal auditivo sem serem enrolados primeiro. Às vezes, os protetores são conectados com um cabo para mantê-los juntos quando não estão em uso. Outras bases comuns de material para protetores descartáveis são cera viscosa ou silicone. Os protetores personalizados moldados se enquadram em duas categorias: Fabricado em laboratório e Moldado no local. O fabricado em laboratório exige que seja feita uma impressão cuidadosa do canal auditivo e da orelha externa que é enviado para um laboratório para ser verificado e transformado em um protetor auditivo. Moldado no local usa o mesmo estilo de processo para causar uma impressão do canal auditivo e da orelha externa e depois transforma essa impressão no protetor. Ambos os tipos personalizados não são descartáveis, tendo fabricado em laboratório a durabilidade de 3 a 5 anos e o moldado, de 1 a 2 anos.

### Protetores auditivos para músicos ou "Hi-Fi"
Músicos são expostos a níveis potencialmente prejudiciais de som, que podem levar à perda auditiva, perda auditiva induzida por ruído (PAIR), zumbido e outros sintomas auditivos. Por esse motivo, os músicos podem optar por usar protetores auditivos. Existem vários tipos de protetores nos quais um músico pode escolher, dependendo do tipo de música, dos instrumentos que estão sendo usados e do número de artistas. Dependendo do tipo de instrumento, os músicos podem optar por usar protetores auriculares pré-formados, protetores personalizados, monitores intra-auriculares personalizados, protetores de espuma ou dependentes do nível.
Os protetores auriculares de músico são projetados para atenuar os sons de maneira uniforme em todas as frequências (tons), o que ajuda a manter a resposta de frequência natural do ouvido e, assim, minimiza o efeito na percepção do usuário sobre os níveis de graves e agudos. Estes são comumente usados por músicos e técnicos de som, tanto no estúdio quanto em concerto, para evitar superexposição a altos níveis de pressão sonora. Os protetores de músico geralmente conseguem isso incorporando um pequeno diafragma para reduzir as baixas frequências, juntamente com material absorvente ou amortecedor para altas frequências. Esses protetores não se destinam à proteção contra níveis de ruído muito elevados (além de 105 dB). Os protetores pré-formados, como o ER-20, são universais (não personalizados) com uma classificação de redução de ruído (NRR) de cerca de 12 dB. Uma seleção de tampões para os ouvidos de músicos foi revisada pelos Laboratórios Nacionais de Acústica e pelo HEARing CRC em conjunto com a Choice . Os resultados da análise (que incluem medidas de atenuação e classificações de conforto, ajuste e qualidade do usuário) estão disponíveis em What Plug?
Uma opção mais cara é o protetor personalizado  para o músico, feito sob medida para o ouvinte individual. Esses protetores auriculares são tipicamente feitos de materiais de silicone ou vinil e vêm com uma abertura e uma variedade de filtros que podem alterar a quantidade de atenuação fornecida. As atenuações comuns do filtro são 9, 15 e 25  dB e com esses filtros, o músico pode ajustar seus protetores, dependendo da música que estiver tocando. Para fazer os protetores personalizados dos músicos, um audiologista realiza um teste auditivo e faz moldes do ouvido. Uma empresa então faz um protetor auricular personalizado no qual os diferentes filtros podem ser inseridos. Esses tipos de protetores proporcionam a atenuação mais plana e o isolamento mais verdadeiro do ruído externo, pois se encaixam firmemente nos ouvidos do indivíduo. Eles também oferecem uma proteção muito melhor contra níveis de ruído muito altos. Esse tipo de plugue é bastante popular entre os engenheiros de áudio que podem ouvir com segurança mixagens intensas por longos períodos de tempo. No entanto, eles podem ser bastante caros, sendo destinados à reutilização constante, diferentemente dos protetores simples descartáveis.
Como alternativa, os músicos podem usar monitores intra-auriculares, que são essencialmente fones de ouvido que também servem como protetores para os ouvidos, atenuando o som ao redor. Para que os monitores de ouvido se dobrem como proteção auditiva, devem ser usados fones de ouvido personalizados. O processo para a realização de fones de ouvido personalizados é semelhante ao do protetor personalizado do músico e, da mesma forma, o fone de ouvido será feito de silicone ou vinil. Embora o uso de um monitor intra-auricular possa ajudar a proteger a audição, a quantidade de proteção fornecida pelo monitor depende do nível de audição escolhido pelo músico. Por esse motivo, se o músico colocar o monitor em um nível elevado de intensidade, ele poderá atenuar o som ambiente e, ao mesmo tempo, fornecer um nível de som potencialmente prejudicial diretamente para o seu ouvido e, portanto, não desempenhará mais uma função de proteção.
Embora não seja, por definição, protetores auriculares para músicos, os protetores de espuma e dependentes de nível também podem ser usados. Esses tipos de protetores não fornecem a atenuação plana que é característica do plugue de um músico, mas podem ser úteis para alguns músicos, como percussionistas.

### Protetores eletrônicos
A redução de ruído dos protetores passivos varia com a frequência, mas é independente do valor (ruídos de fraca intensidade são reduzidos tanto quanto os ruídos de forte intensidade). Como resultado, enquanto sons fortes são suavizados, protegendo a audição, é difícil ouvir sons fracos. Isso fornece a chamada compressão da faixa dinâmica. Isso é feito com um protetor passivo padrão, junto com um par de microfone / alto-falante (microfone externo, alto-falante interno; formalmente um par de transdutores), para que o som possa ser transmitido sem ser atenuado pelo protetor. Desse modo, a audição é protegida, mas é possível que o usuário ouça normalmente quando os sons estiverem em faixas de intensidade seguras.

## Materiais de fabricação
Os protetores auriculares possuem diferentes matérias de fabricação:
- Silicone ou plug: produzido totalmente em silicone, pode ser lavável, de fácil  higienização e preservação.

- Espuma: produzidos principalmente de cloreto de polivinila (PVC) ou poliuretano (PU) (espuma com memória), que são comprimidos (enrolados) e inseridos no canal auditivo, onde se expandem para promover a vedação. É perfeito para se adaptar a orelha por ser moldável e de fácil ajuste ao meato acústico externo. Entretanto, diferentemente do protetor de silicone, ele é pouco durável.

- Polímero: um modelo do tipo inserção, moldado conforme o ouvido do usuário. É confortável e apresenta alto de atenuação para sons intensos.
- Moldados personalizados: feitos de um molde da orelha do usuário e projetados para se encaixar com precisão em todas as formas do canal auditivo.

Em algumas ocasiões, é bastante comum utilizar dupla proteção, ou seja, mais de um tipo de proteção auditiva sendo usada simultaneamente (como o protetor de inserção associado ao protetor do tipo concha) visando potencializar a redução de ruído. Alguns protetores auriculares possuem características específicas para facilitar o uso, como por exemplo os que tem uma pequena corda que conecta o par de protetores de forma a impedir sua perda, garantindo o uso do protetor sempre na mesma orelha.
O NIOSH Mining Safety and Health Research recomenda usar o método de rolar, puxar e segurar ao usar os protetores de espuma com memória. O processo envolve o usuário rolando o protetor em uma haste fina, puxando a orelha e segurando-o profundamente no canal auditivo com o dedo. Para obter uma vedação completa, o usuário deve esperar de 20 a 30 segundos para que o protetor se expanda dentro do canal.
Os protetores auriculares são mais eficazes quando o usuário é treinado adequadamente sobre uso e inserção. Os empregadores podem fornecer esse treinamento antes de distribuir proteção a seus funcionários, que deve incluir: inserção, verificação de vedação, verificação de profundidade, remoção, limpeza e substituição. Ao treinar sobre inserção, o objetivo é que o trabalhador compreenda a estratégia correta, que impeça o desconforto ou atenuação inadequada. Quando essa etapa é alcançada, é necessário verificar a vedação e a profundidade. Todos os protetores auditivos têm uma profundidade e vedação desejadas que precisam ser alcançadas para fornecer a atenuação designada para o usuário. Em seguida, o trabalhador deve treinado sobre como remover adequadamente os protetores e limpá-los, permitindo a reutilização e reduzindo chances de infecção. Para prevenir ainda mais a infecção, é importante que o trabalhador identifique a necessidade de substituição, já que o desgaste interfere na vedação correta ou não fornecimento nível de atenuação adequado.

## Fatores determinantes na eficácia do protetor auricular
O funcionamento eficaz de um protetor auditivo depende de alguns fatores como: suas características (intrínsecas como o total de atenuação fornecido e o tempo de uso); as características fisiológicas e anatômicas do usuário. A seleção do protetor auricular deve considerar o ambiente no qual o trabalhador atua, o conforto e a aceitação pelo usuário, o custo e a durabilidade, os problemas trazidos para a comunicação durante o uso, a segurança e a higiene. Também é necessário verificar a eficácia da colocação dos protetores auriculares e analisar a importância e a necessidade de realizar um treinamento para a colocação adequada do EPI auricular.
Profissões como de militares, policiais e músicos são categorias que também podem prejudicar sua saúde auditiva devido à presença de sons intensos em suas atividades laborais. Para aqueles que praticam natação e esportes aquáticos existem protetores auditivos específicos. Estes não têm função específica de prevenção da surdez, mas sim de impedir a entrada de água no conduto auditivo externo.
Com o aumento da poluição sonora nas últimas décadas, a prevenção da perda auditiva induzida pelo ruído (PAIR), temporária ou permanente, deve ser uma preocupação de todos, com destaque para a necessidade de minimizar os efeitos do ruído ambiental. Um exemplo bastante comum e que muitas vezes passa despercebido como um risco à saúde auditiva é a música alta, presente nos mais diversos ambientes com diferentes fontes sonoras, seja no carro, utilizando equipamentos ou aparelhos eletrônicos, em festas, shows, cinemas, junto de fogos de artifícios, eventos esportivos, dentre outros comprometem e trazem riscos à audição de uma população vulnerável de crianças e adolescentes expostos ao ruído não ocupacional.

## Morbidez reduzida
Os estudos científicos não demonstraram uma redução significativa do risco de deficiência auditiva.
A atenuação do ruído nos trabalhadores é muito instável, e em muitos é próxima de zero.
Os peritos acreditam que a atenuação do ruído deve ser medida para cada trabalhador, individualmente (Fit Test).